# Corneville-sur-Risle
Pour l’article homonyme, voir Corneville-la-Fouquetière.
Cet article possède un paronyme, voir Carneville.
Corneville-sur-Risle est une commune française située dans le département de l'Eure en région Normandie.

## Géographie

### Localisation
Corneville-sur-Risle est une commune du Nord-Ouest du département de l'Eure. Elle est située dans la vallée de la Risle en amont de Pont-Audemer.
| Fourmetot             |                      | Valletot Colletot   |
| Manneville-sur-Risle  | Corneville-sur-Risle |                     |
| Pont-Audemer Campigny | Condé-sur-Risle      | Appeville-Annebault |

### Hydrographie
La commune est située dans le bassin Seine-Normandie. Elle est drainée par la Risle, la Bédard, des bras de la Risle, le canal des Moulins Rivière, la Risle et divers autres petits cours d'eau,.le ruisseau de la Freulette,
La Risle, d'une longueur de 145 km, prend sa source dans la commune de Planches et se jette  dans la Seine à Berville-sur-Mer, après avoir traversé 52 communes.

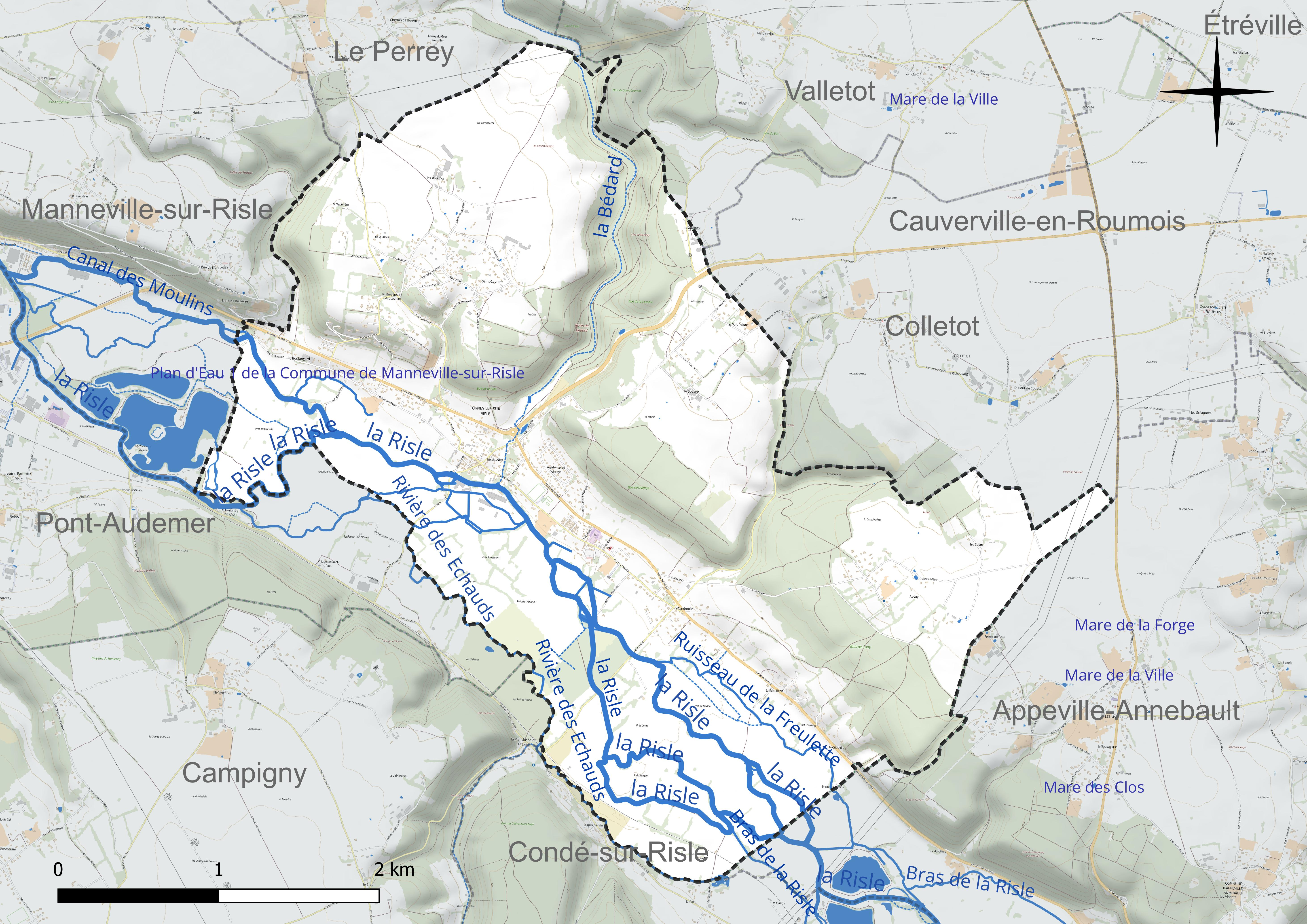
Réseau hydrographique de Corneville-sur-Risle.

### Climat
Pour des articles plus généraux, voir Climat de la Normandie et Climat de l'Eure.
En 2010, le climat de la commune est de type climat océanique altéré, selon une étude du CNRS s'appuyant sur une série de données couvrant la période 1971-2000. En 2020, Météo-France publie une typologie des climats de la France métropolitaine dans laquelle la commune est exposée à un climat océanique et est dans la région climatique  Côtes de la Manche orientale, caractérisée par un faible ensoleillement (1 550 h/an) ; forte humidité de l’air (plus de 20 h/jour avec humidité relative > 80 % en hiver), vents forts fréquents. Parallèlement le GIEC normand, un groupe régional d’experts sur le climat, différencie quant à lui, dans une étude de 2020, trois grands types de climats pour la région Normandie, nuancés à une échelle plus fine par les facteurs géographiques locaux. La commune est, selon ce zonage, exposée à un « climat contrasté des collines », correspondant au Pays d’Auge, Lieuvin et Roumois, moins directement soumis aux flux océaniques et connaissant toutefois des précipitations assez marquées en raison des reliefs collinaires qui favorisent leur formation.
Pour la période 1971-2000, la température annuelle moyenne est de 10,7 °C, avec une amplitude thermique annuelle de 13,9 °C. Le cumul annuel moyen de précipitations est de 815 mm, avec 12,5 jours de précipitations en janvier et 8 jours en juillet. Pour la période 1991-2020, la température moyenne annuelle observée sur la station météorologique la plus proche, située sur la commune de Lieurey à 14 km à vol d'oiseau, est de 11,3 °C et le cumul annuel moyen de précipitations est de 893,1 mm,. Pour l'avenir, les paramètres climatiques de la commune estimés pour 2050 selon différents scénarios d’émission de gaz à effet de serre sont consultables sur un site dédié publié par Météo-France en novembre 2022.

## Urbanisme

### Typologie
Au 1er janvier 2024, Corneville-sur-Risle est catégorisée commune rurale à habitat dispersé, selon la nouvelle grille communale de densité à 7 niveaux définie par l'Insee en 2022. Elle appartient à l'unité urbaine de Pont-Audemer, une agglomération intra-départementale dont elle est une commune de la banlieue,. Par ailleurs la commune fait partie de l'aire d'attraction de Pont-Audemer, dont elle est une commune de la couronne,. Cette aire, qui regroupe 34 communes, est catégorisée dans les aires de moins de 50 000 habitants,.

### Occupation des sols
L'occupation des sols de la commune, telle qu'elle ressort de la base de données européenne d’occupation biophysique des sols Corine Land Cover (CLC), est marquée par l'importance des territoires agricoles (69,9 % en 2018), en diminution par rapport à 1990 (70,9 %). La répartition détaillée en 2018 est la suivante : prairies (45,8 %), forêts (24,7 %), terres arables (24,1 %), zones urbanisées (5,4 %), eaux continentales (0,1 %). L'évolution de l’occupation des sols de la commune et de ses infrastructures peut être observée sur les différentes représentations cartographiques du territoire : la carte de Cassini (XVIIIe siècle), la carte d'état-major (1820-1866) et les cartes ou photos aériennes de l'IGN pour la période actuelle (1950 à aujourd'hui).

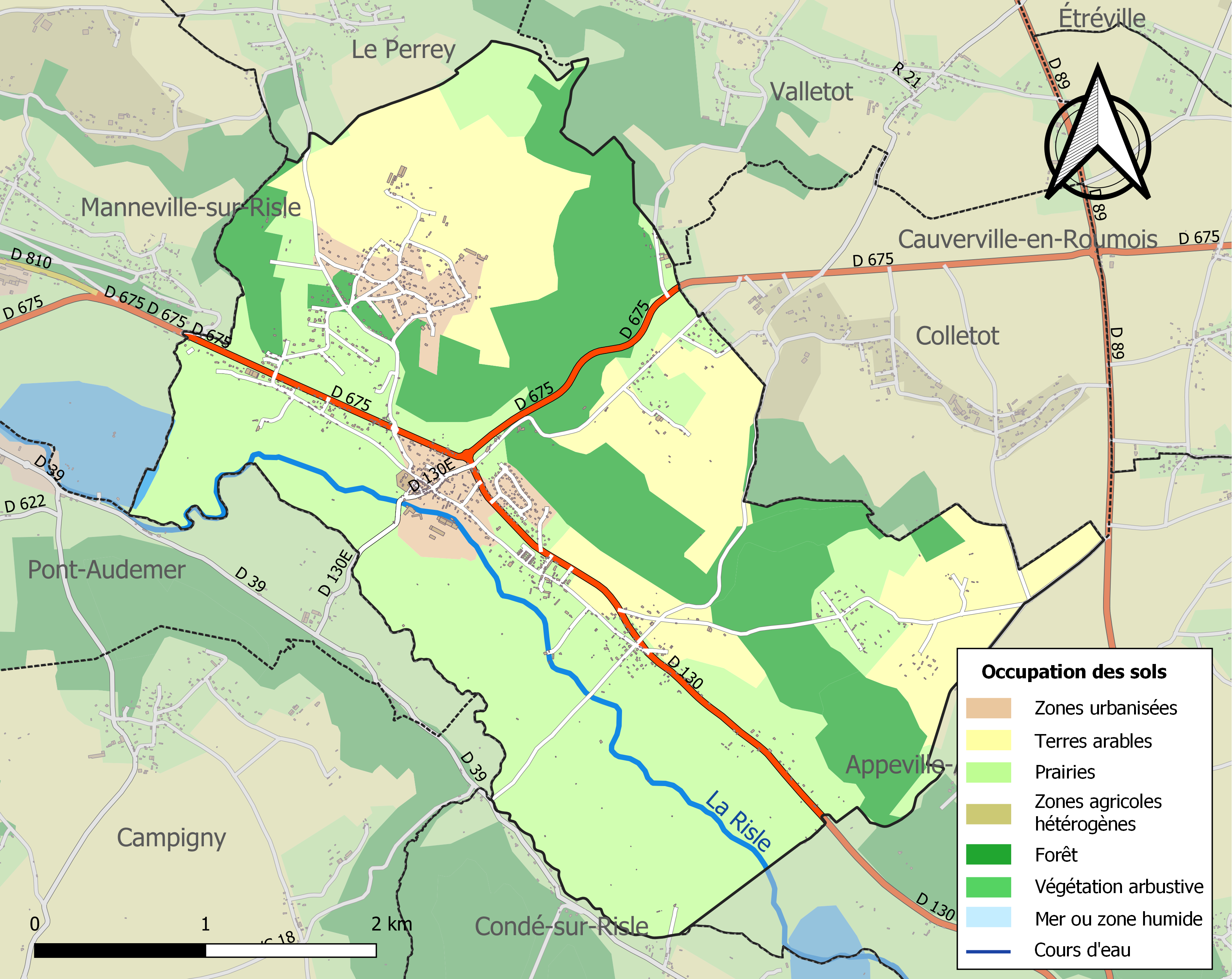
Carte des infrastructures et de l'occupation des sols de la commune en 2018 (CLC).

## Toponymie
Le nom de la localité est attesté sous la forme Cornevilla vers 1040,, en 1143 (charte d’Hugues, archives de Rouen) et en 1174 (charte de Henri II).
La « ferme de Korni », nom de personne norrois, que l'on retrouve dans l'homonyme Corneville-la-Fouquetière et dans le hameau de Cornemare à Bolleville.
Remarque : l'anthroponyme Korni est un surnom en -i dérivé du proto-norrois *ᚲᛟᚱᚾᚨ (*korna) > vieux norrois korn « grain, céréale ».
La localité est traversée par la Risle.

## Histoire
L'abbaye Notre-Dame fondée en 1143 par Gilbert de Corneville, est ravagée par un incendie en 1287. L'abbaye est reconstruite au XVIIe siècle par les chanoines réformés de la Congrégation de France, elle constitue ainsi la seule abbaye génovéfaine en Normandie.

## Politique et administration
| Période                                  | Période  | Identité            | Étiquette      | Qualité                          |
| ---------------------------------------- | -------- | ------------------- | -------------- | -------------------------------- |
| mai 2020                                 | En cours | Benoit Bouet        | Sans étiquette | Cadre territorial                |
| 2005                                     | mai 2020 | Jean-Claude Garnaud | Sans étiquette | Retraité de la fonction publique |
| Les données manquantes sont à compléter. |          |                     |                |                                  |

## Démographie
L'évolution du nombre d'habitants est connue à travers les recensements de la population effectués dans la commune depuis 1793. Pour les communes de moins de 10 000 habitants, une enquête de recensement portant sur toute la population est réalisée tous les cinq ans, les populations de référence des années intermédiaires étant quant à elles estimées par interpolation ou extrapolation. Pour la commune, le premier recensement exhaustif entrant dans le cadre du nouveau dispositif a été réalisé en 2004.

En 2022, la commune comptait 1 371 habitants, en évolution de +2,47 % par rapport à 2016 (Eure : −0,25 %, France hors Mayotte : +2,11 %).
| 1793 | 1800 | 1806 | 1821 | 1831 | 1836 | 1841 | 1846 | 1851 |
| ---- | ---- | ---- | ---- | ---- | ---- | ---- | ---- | ---- |
| 715  | 763  | 849  | 796  | 807  | 788  | 862  | 857  | 854  |

| 1856 | 1861  | 1866  | 1872 | 1876 | 1881 | 1886  | 1891  | 1896 |
| ---- | ----- | ----- | ---- | ---- | ---- | ----- | ----- | ---- |
| 919  | 1 068 | 1 027 | 951  | 944  | 986  | 1 006 | 1 041 | 921  |

| 1901 | 1906 | 1911 | 1921 | 1926 | 1931 | 1936 | 1946 | 1954 |
| ---- | ---- | ---- | ---- | ---- | ---- | ---- | ---- | ---- |
| 907  | 844  | 841  | 800  | 737  | 725  | 701  | 688  | 683  |

| 1962 | 1968 | 1975 | 1982  | 1990  | 1999  | 2004  | 2006  | 2009  |
| ---- | ---- | ---- | ----- | ----- | ----- | ----- | ----- | ----- |
| 816  | 876  | 959  | 1 066 | 1 163 | 1 170 | 1 174 | 1 193 | 1 232 |

| 2014  | 2019  | 2022  | - | - | - | - | - | - |
| ----- | ----- | ----- | - | - | - | - | - | - |
| 1 314 | 1 370 | 1 371 | - | - | - | - | - | - |

## Culture locale et patrimoine

### Lieux et monuments
La commune de Corneville-sur-Risle compte trois édifices inscrits au titre des monuments historiques :
- le pont Napoléon (XIXe)  Inscrit MH (2007)[32] ;
- l'auberge « Les Cloches de Corneville » (XXe) au lieu-dit les Trois-Routes  Inscrit MH (2003)[33].
Elle bénéficie en outre du label « Patrimoine du XXe siècle »[34] ;
- l'ancienne abbaye augustinienne Notre-Dame[35] (XVIIe et XVIIIe siècles)  Inscrite MH (1992)[36]. Des fouilles archéologiques ont été réalisées en 1985[37] et renseignent sur les raisons de la protection patrimoniale consécutive.
- le « fort d'Harcourt » est le vestige d'une fortification de terre, visible dans le bois de Cany[38],[39].

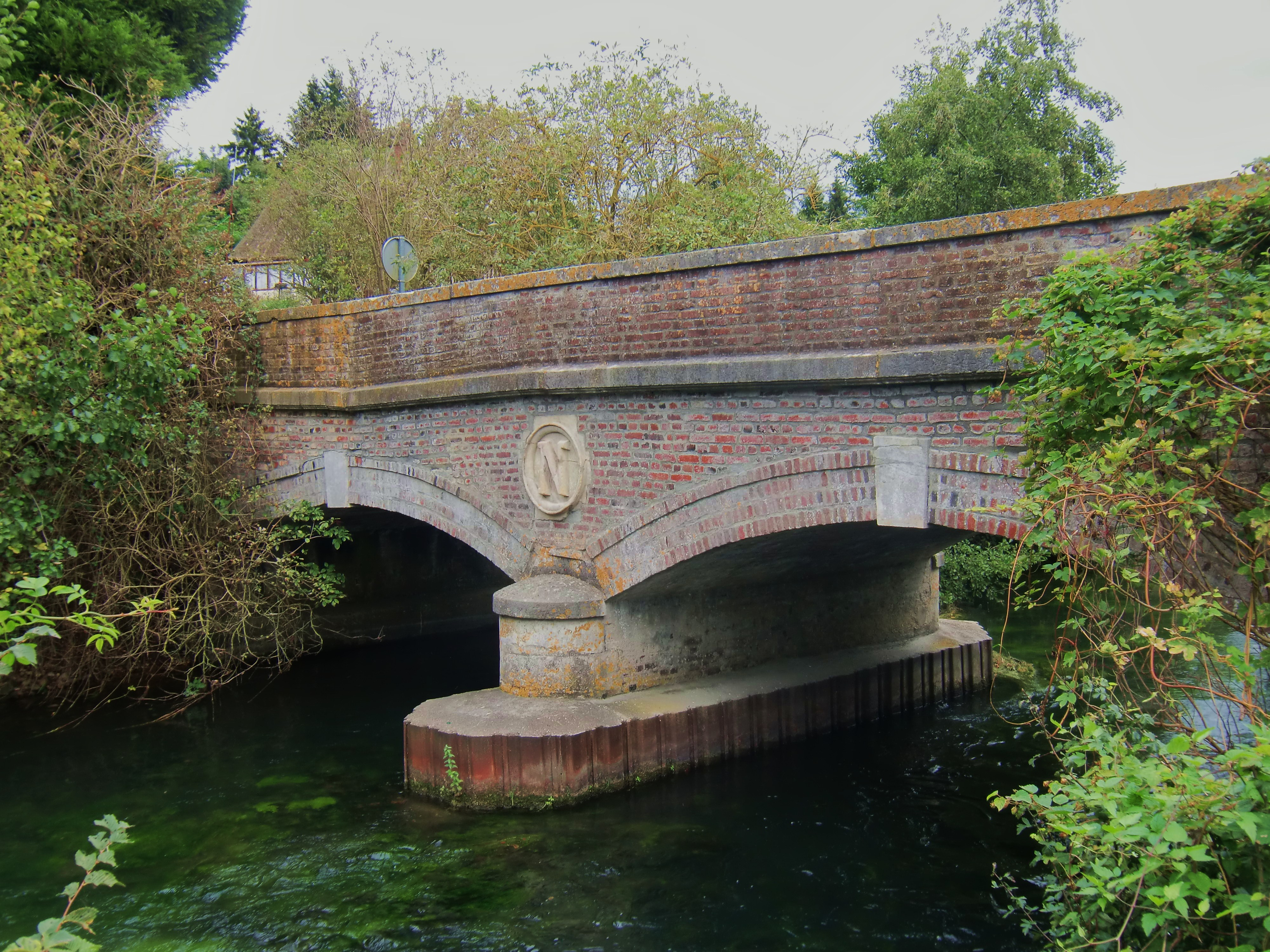
Pont Napoléon.
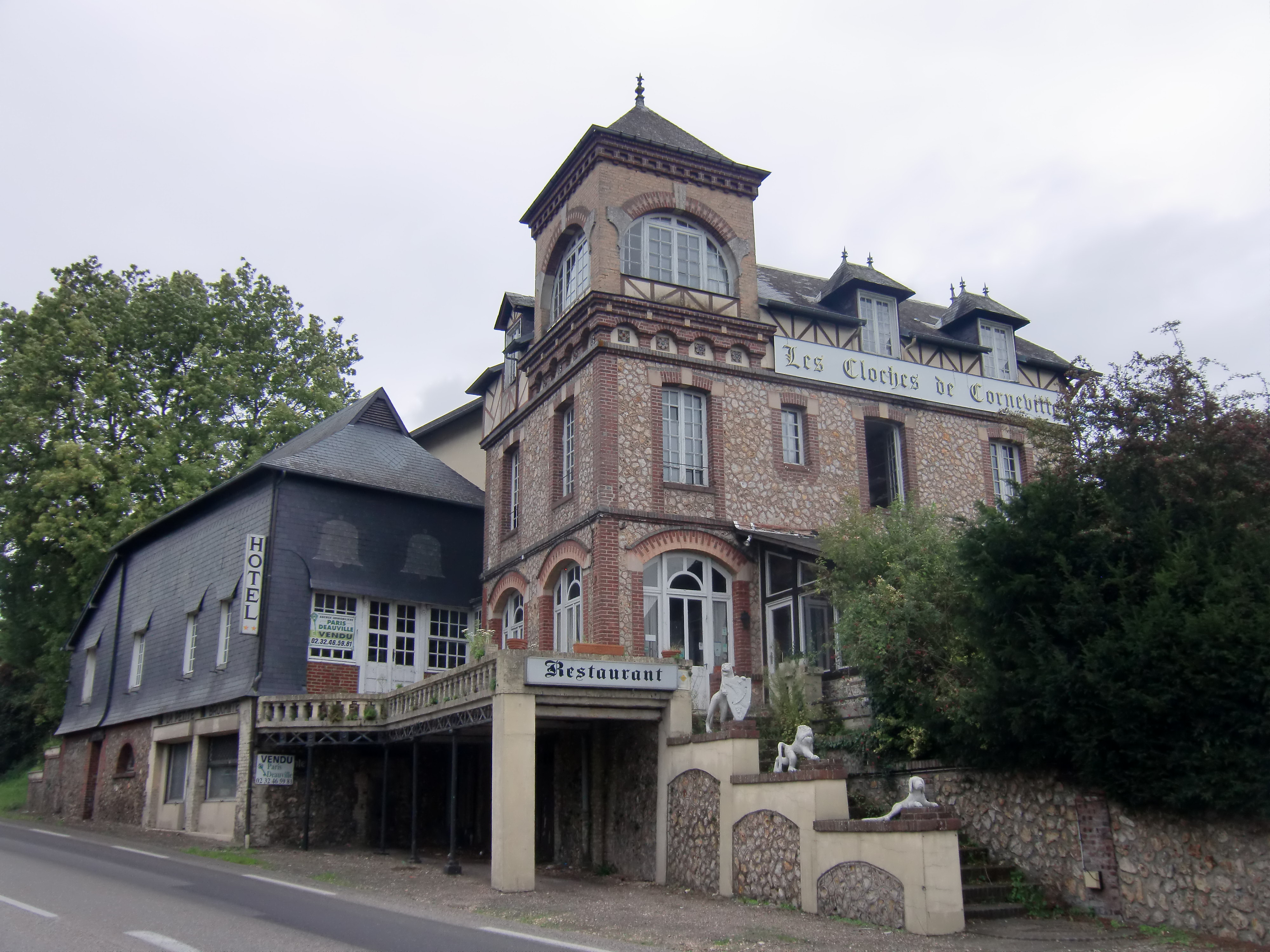
Auberge « Les Cloches de Corneville ».
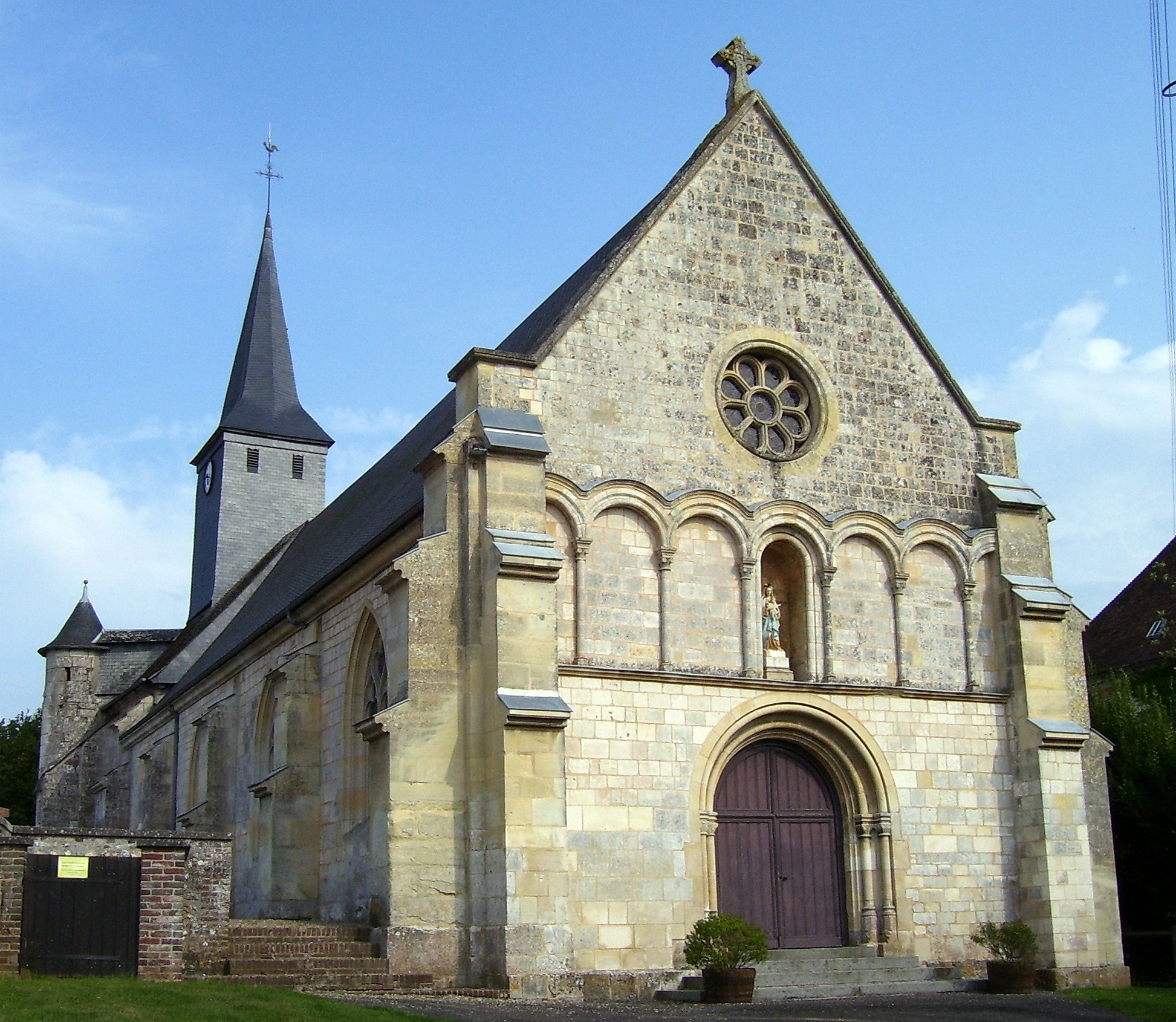
Église Notre-Dame.

### Patrimoine culturel
Corneville est la localité où se situe l'action du livret de Clairville et Charles Gabet de  l'opérette Les Cloches de Corneville, composée par Robert Planquette.

### Patrimoine naturel

#### Parc naturel régional
- Parc naturel régional des Boucles de la Seine normande.

#### Natura 2000
- Risle, Guiel, Charentonne"[40].

#### ZNIEFF de type 1
- Les prairies du ricque des cailloux et de la rivière des échaudés[41] ;
- Les prairies et les étangs de la Mulotière et de la Thillaie[42] ;
- Les prairies à l'est de Pont-Audemer[43]. Cette ZNIEFF, qui concerne également les communes de Manneville-sur-Risle et de Pont-Audemer, se distingue par la présence d'espèces d'Odonates clairsemées : des libellules fauves et des gomphes vulgaires limitées à la Risle. Par ailleurs, les ruisseaux et les fossés abondant sur l'ensemble de la ZNIEFF abritent des agrions de Mercure, même si la présence de cette espèce n'a pu être généralisée à l'ensemble du périmètre.

#### ZNIEFF de type 2
- La vallée de la Risle de Brionne à Pont-Audemer, la forêt de Montfort[44].

### Héraldique
|  | Les armes de la ville se blasonnent ainsi : d’argent au chevron de sable accompagné, en chef de deux merlettes du même et en pointe d’un lion aussi de sable, à la bordure de gueules chargée de six cloches d’or. |